# Hanjihalli, Belur
Hanjihalli là một làng thuộc tehsil Belur, huyện Hassan, bang Karnataka, Ấn Độ.